# У Чаншо
У Чаншо́ (кит. трад. 吳昌碩, упр. 吴昌硕, пиньинь Wú Chāngshuò ; 12 сентября 1844 — 29 ноября 1927) — псевдоним художника У Цзюньцина.

## Биография

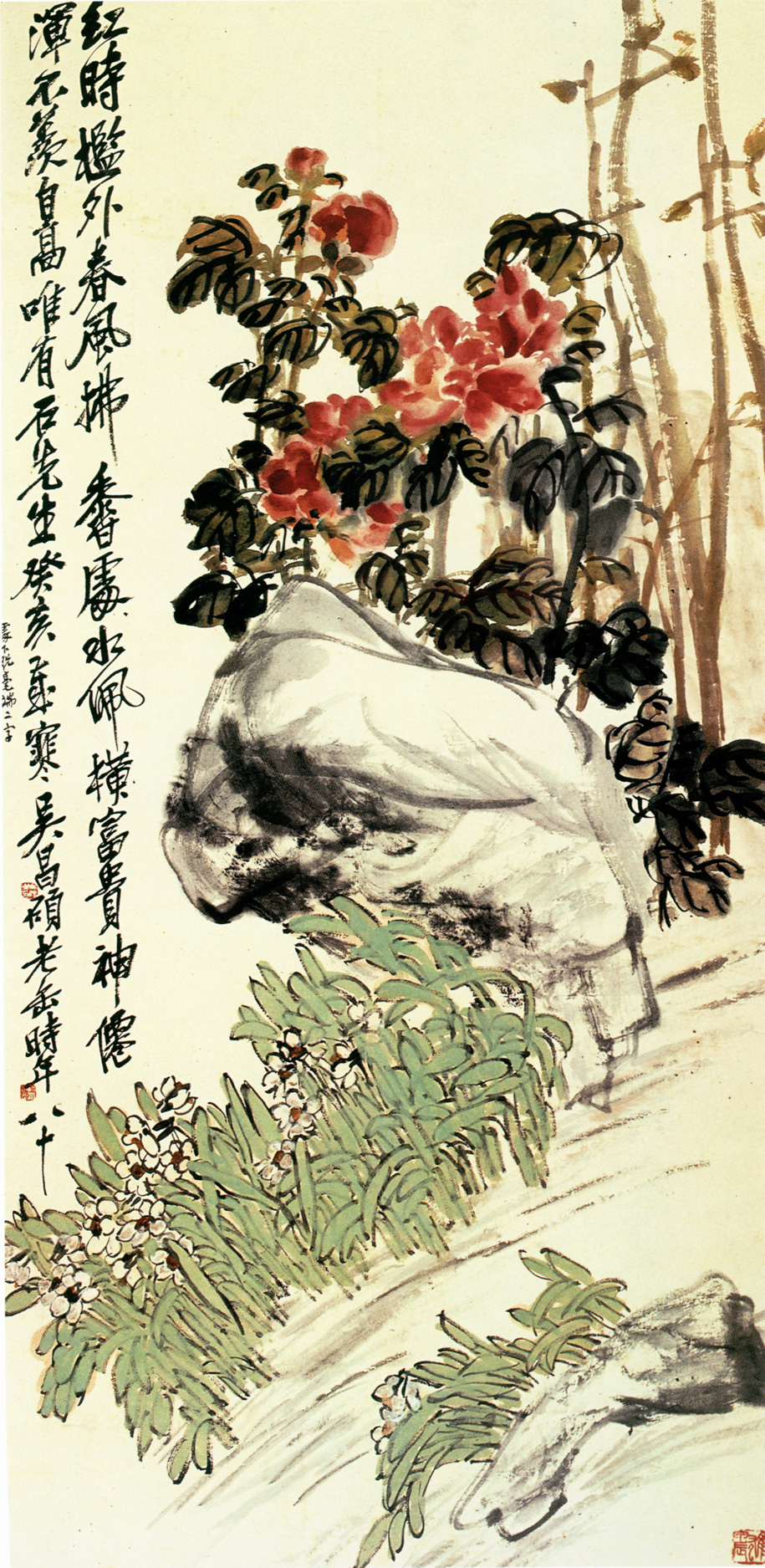
«Пионы и нарциссы» (牡丹水仙图) музей Цзилиня.

У родился в образованной семье, в уезде Аньцзи провинции Чжэцзян.
Некоторое время служил чиновником в провинции Ляонин. В двадцатые годы переселился в город Сучжоу. Первоначально он посвятил себя поэзии и каллиграфии, особенно интересовали его древние рукописи.
У также возглавлял общество «Силин» резчиков печатей в Ханчжоу. Лишь позднее он стал считать себя художником, связанным с шанхайской школой. Одной из его целей было омолодить искусство живописи стиля «цветы и птицы».
Его работы принесли ему известность и были высоко оценены в Японии.